# تشيبمان (نيو برونزويك)
تشيبمان (بالإنجليزية: Chipman, New Brunswick)‏ هي قرية تقع في كندا في نيو برونزويك. يقدر عدد سكانها بـ 1,291 نسمة .

## أعلام
- إليزابيث بروستر